# Łaziska (powiat sochaczewski)
Łaziska – wieś w Polsce położona w województwie mazowieckim, w powiecie sochaczewskim, w gminie Iłów.
Sołectwo Łaziska-Leśniaki-Rzepki tworzą wsie Łaziska, Leśniaki i Rzepki.
W latach 1975–1998 miejscowość należała administracyjnie do województwa płockiego.